# Rhino Hi-Five: Dokken
Rhino Hi-Five: Dokken è una raccolta dei Dokken pubblicato il 16 maggio 2006 per l'Etichetta discografica Rhino Records.

## Tracce
1. Alone Again (Remastered LP Version) 04:20
2. Just Got Lucky	(Remastered LP Version) 04:34
3. Breaking the Chains (Remastered LP Version) 03:50
4. The Hunter (Remastered LP Version) 04:07
5. Slippin' Away (LP Version) 03:48

## Formazione
- Don Dokken - voce
- George Lynch - chitarra
- Jeff Pilson - basso
- Mick Brown - batteria